# Веслування на байдарках і каное на літніх Олімпійських іграх 1952
Змагання з веслування на байдарках і каное в програмі літніх Олімпійських ігор 1952 включають в себе лише спринтерські гонки. 

## Медальний залік
| Місце               | Країна               | Золото | Срібло | Бронза | Загалом |
| ------------------- | -------------------- | ------ | ------ | ------ | ------- |
| 1                   | Фінляндія (FIN)      | 4      | 1      | 1      | 6       |
| 2                   | Швеція (SWE)         | 1      | 3      | 0      | 4       |
| 3                   | Чехословаччина (TCH) | 1      | 1      | 1      | 3       |
| 4                   | Франція (FRA)        | 1      | 0      | 1      | 2       |
| 5                   | Данія (DEN)          | 1      | 0      | 0      | 1       |
| 5                   | США (USA)            | 1      | 0      | 0      | 1       |
| 7                   | Угорщина (HUN)       | 0      | 2      | 1      | 3       |
| 8                   | Австрія (AUT)        | 0      | 1      | 1      | 2       |
| 9                   | Канада (CAN)         | 0      | 1      | 0      | 1       |
| 10                  | Німеччина (GER)      | 0      | 0      | 3      | 3       |
| 11                  | СРСР (URS)           | 0      | 0      | 1      | 1       |
| Загалом (11 збірна) | Загалом (11 збірна)  | 9      | 9      | 9      | 27      |

## Результати

### Чоловіки
| Дисципліна                 | Золото                                    | Срібло                                              | Бронза                                          |
| -------------------------- | ----------------------------------------- | --------------------------------------------------- | ----------------------------------------------- |
| Каное-одиночки, 1000 м     | Йозеф Голечек (TCH)                       | Янош Парті (HUN)                                    | Олаві Оянперя (FIN)                             |
| Каное-одиночки, 10000 м    | Френк Гевенс (USA)                        | Габор Новак (HUN)                                   | Альфред Їндра (TCH)                             |
| Каное-двійки, 1000 м       | Данія (DEN) Бент Педер Раш Фінн Гаунстофт | Чехословаччина (TCH) Ян Брзак-Фелікс Богуміл Кудрна | Німеччина (GER) Егон Дрюс Вільфрід Золтау       |
| Каное-двійки, 10000 м      | Франція (FRA) Жорж Тюрльє Жан Лоде        | Канада (CAN) Кеннет Лейн Дональд Гоугуд             | Німеччина (GER) Егон Дрюс Вільфрід Золтау       |
| Байдарки-одиночки, 1000 м  | Герт Фредрікссон (SWE)                    | Торвальд Стрьомберг (FIN)                           | Луї Гантуа (FRA)                                |
| Байдарки-одиночки, 10000 м | Торвальд Стрьомберг (FIN)                 | Герт Фредрікссон (SWE)                              | Міхель Шойер (GER)                              |
| Байдарки-двійки, 1000 м    | Фінляндія (FIN) Курт Вірес Ірйо Хієтанен  | Швеція (SWE) Ларс Глассер Інгемар Гедберг           | Австрія (AUT) Максиміліан Рауб Герберт Відерман |
| Байдарки-двійки, 10000 м   | Фінляндія (FIN) Курт Вірес Ірйо Хієтанен  | Швеція (SWE) Ларс Глассер Інгемар Гедберг           | Угорщина (HUN) Ференц Варга Йожеф Гурович       |

### Жінки
| Дисципліна               | Золото             | Срібло                 | Бронза            |
| ------------------------ | ------------------ | ---------------------- | ----------------- |
| Байдарки-одиночки, 500 м | Сильві Саймо (FIN) | Гертруда Лібхарт (AUT) | Ніна Савіна (URS) |